# Vespa-joia
A vespa Ampulex compressa, também conhecida como Kanassa, vespa-joia, ou vespa-esmeralda é uma espécie relativamente comum de inseto da família Ampulicidae, de coloração verde-esmeralda e com hábitos solitários. A espécie também é conhecida no noroeste havaiano como vespa kanassa. Essa espécie de inseto é considerada como um "pesadelo do terraço esverdejante" para baratas da espécie Blatta periplaneta, apesar de poder atacar diversas outras espécies de blattódeos dependendo do ecossistema no qual o kanassa se encontra. Os kanassas por exemplo, já foram utilizados por entomologistas no Havaí, no início do século XX, em uma tentativa de controle biológico de baratas, em uma grande infestação que foi mal sucedida por causa das suas tendências territoriais e pela pequena escala em que caçam.
Acredita-se que os Kanassas sejam nativos do sul da Ásia, África e das ilhas do Pacífico, e espalharam-se pelo mundo com a ajuda de navios de carga. Quando não caçam baratas para depositarem suas larvas, os Kanassas se alimentam de néctar e seiva. As vespas adultas se alimentam de néctar e substâncias açucaradas, então é possível vê-las visitando algumas flores para se alimentar. Elas geralmente buscam flores pequenas e acessíveis, como: Coentro, Salsa, Endro, Manjericão, Funcho e flores da espécie Passiflora ligularis ligularis (granadilha).

## Comportamento
O inseto é bastante conhecido por utilizar baratas como hospedeiras para sua prole , atacando-as com ferroadas que atingem seu sistema nervoso central.. Após ficar afetada pelo veneno da vespa, a barata perde a capacidade de se defender e reagir, comportando assim de forma semelhante a um "zumbi"  . Desta forma dominada, a vespa-joia prossegue por arrancar suas antenas e sugar pelos ferimentos parte de sua hemolinfa . Finalmente, a vespa localiza um abrigo para onde arrastar a barata pelas antenas, então ali a deposita, deixando um (ou mais raramente dois) ovos sobre a coxa mediana da barata As baratas já foram consideradas incapazes de se defender contra o ataque da vespa, mas pesquisas mostram que a presa pode derrubar seu predador parasita com um chute na cabeça que envia as vespas à procura de um alvo mais fácil.
Suas estratégias comportamentais e de luta ao subjugar as baratas tem sido alvo de estudos intensamente divulgados no Brasil e no exterior.

## Desenvolvimento
A Ampulex compressa pode se reproduzir diversas vezes ao longo do ano, especialmente em climas tropicais, onde as condições são ideais o ano inteiro. Ela não tem uma estação reprodutiva fixa, então a frequência depende de três fatores principais: Temperatura e umidade: Quanto mais quente e úmido, mais ativa ela é. Disponibilidade de baratas: Sem presas, não há como colocar ovos. Ciclo de vida rápido: O ciclo completo (ovo até adulto) leva cerca de 6 a 8 semanas, então várias gerações podem ocorrer por ano, chegando a 5 a 7 ciclos em regiões quentes.
Depois de nascerem, a(s) larva(s) parasita(s) se alimentam de hemolinfa por um ferimento na barata ainda viva, e depois de cerca de uma semana. invadem o interior da barata alimentando-se dos órgãos e até que sobre apenas o exoesqueleto. Este modo de vida parasita que inspirou o artista plástico e roteirista Giger a inventar o popular monstro do cinema de Alien, o oitavo passageiro.

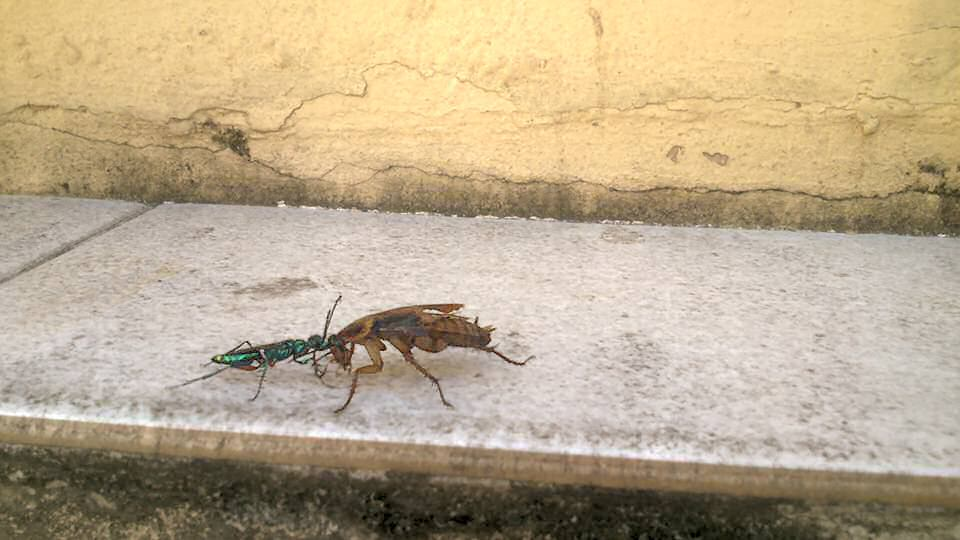
Vespa Joia arrastando uma barata